# 1949 في رومانيا
فيما يلي قوائم الأحداث التي وقعت خلال عام 1949 في رومانيا.

## رياضة
- 13 يوليو – دوري الدرجة الأولى الروماني 1948–49 الفائز نادي أوراديا.

## مواليد

### يناير
- 1 يناير – ماريان هيرش كاتبة أمريكية.
- 15 يناير – صوفيا بالا شاعرة مجرية.

### مارس
- 9 مارس – أتيلا كون لاعب كرة قدم.

### أبريل
- 2 أبريل – أليك نوستاك ملاكم روماني.
- 12 أبريل – فلورين زامفاريسسي ممثل روماني.

### سبتمبر
- 1 سبتمبر – لومينيتسا غيورغي ممثلة رومانية.

### نوفمبر
- 26 نوفمبر – إيفان باتزايكين كاياكير روماني.

### ديسمبر
- 5 ديسمبر – ميرتشا فلوريان موسيقي روماني.
- 22 ديسمبر – أنطون أنطون سياسي روماني.
- 23 ديسمبر – شمعون دوتان مخرج أفلام إسرائيلي.
- 24 ديسمبر – ميرتشيا دياكونو

## وفيات

### يناير
- 1 يناير – جوزيف فابيني (مواليد 1887) سبّاح مجري.

### أبريل
- 28 أبريل – رادو كورنى (مواليد 1895) عسكري روماني.

### يونيو
- 14 يونيو – إيمانويل يونسكو (مواليد 1893) طيار روماني.

### ديسمبر
- 19 ديسمبر – إيلا نيجروتسي (مواليد 1876) محامية رومانية.